# Ліга Алагоано
Ліга Алагоано (порт.-браз. Campeonato Alagoano) — чемпіонат бразильського штату Алагоас з футболу. Ліга Алагоано проводиться під егідою ФПФ — Федерації футболу Алагоаса (порт.-браз. Federação Alagoana de Futebol). Згідно рейтингу КБФ, в 2020 році Ліга Алагоано посідала 11-е місце за силою у Бразилії.

## Історія і регламент
Перший футбольний чемпіонат в штаті Алагоас пройшов в 1922 році, його переможцем став клуб «Санта-Круз» (Пенеду). Однак на той момент ще не існувало федерації футболу штату, а після її заснування в 1927 році ця організація не визнала турнір 1922 року. Тому офіційно перший чемпіонат штату Алагоас відбувься в 1927 році, і його переможцем був КРБ з Масейо. Наступного року першість виграло ССА Масейо, і з тих пір саме ці два клуби виграли переважну більшість чемпіонатів. У ССА 39 титулів, на рахунку КРБ — 31. Третє місце в історичному рейтингу з великим відривом від двох лідерів займає АСА з Арапіраки з сімома чемпіонствами .
У 1931 і 1932 роках чемпіонат не проводився, а в 1934 і 1943 роках турнір не вдалося успішно завершити, і чемпіона виявлено не було .

## Формат
У чемпіонаті 2020 року брало участь вісім клубів. На першій груповій стадії всі провели один з одним по одній грі (7 турів). Чотири кращі команди вийшли в півфінал, де в першій парі зіграли перша і четверта команди групового етапу, а в іншій — друга з третьою. Півфінал та фінал складалися з одного матчу на полі суперника, який посів більш високе місце в групі. Також між програвшими в півфіналі командами проводився матч за третє місце .

## Чемпіони
- 1927 — КРБ
- 1928 — ССА
- 1929 — ССА
- 1930 — КРБ
- 1931 — Не проводився
- 1932 — Не проводився
- 1933 — ССА
- 1934 — Не завершений
- 1935 — ССА
- 1936 — ССА
- 1937 — КРБ
- 1938 — КРБ
- 1939 — КРБ
- 1940 — КРБ
- 1941 — ССА
- 1942 — ССА
- 1943 — Не завершений
- 1944 — ССА
- 1945 — Санта-Круз (Масейо)
- 1946 — Баррозо (Масейо)
- 1947 — Алешандрія (Масейо)
- 1948 — Санта-Круз (Масейо)
- 1949 — ССА
- 1950 — КРБ
- 1951 — КРБ
- 1952 — ССА
- 1953 — АСА
- 1954 — Ферровіаріо (Масейо)
- 1955 — ССА
- 1956 — ССА
- 1957 — ССА
- 1958 — ССА
- 1959 — Капеленсе (Капела)
- 1960 — ССА
- 1961 — КРБ
- 1962 — Капеленсе (Капела)
- 1963 — ССА
- 1964 — КРБ
- 1965 — ССА
- 1966 — ССА
- 1967 — ССА
- 1968 — ССА
- 1969 — КРБ
- 1970 — КРБ
- 1971 — ССА
- 1972 — КРБ
- 1973 — КРБ
- 1974 — ССА
- 1975 — ССА
- 1976 — КРБ
- 1977 — КРБ
- 1978 — КРБ
- 1979 — КРБ
- 1980 — ССА
- 1981 — ССА
- 1982 — ССА
- 1983 — КРБ
- 1984 — ССА
- 1985 — ССА
- 1986 — КРБ
- 1987 — КРБ
- 1988 — ССА
- 1989 — Капеленсе (Капела)
- 1990 — ССА
- 1991 — ССА
- 1992 — КРБ
- 1993 — КРБ
- 1994 — ССА
- 1995 — КРБ
- 1996 — ССА
- 1997 — ССА
- 1998 — ССА
- 1999 — ССА
- 2000 — АСА
- 2001 — АСА
- 2002 — КРБ
- 2003 — АСА
- 2004 — Корінтіанс Алагоано (Масейо)
- 2005 — АСА
- 2006 — Коруріпі (Коруріпі)
- 2007 — Коруріпі (Коруріпі)
- 2008 — ССА
- 2009 — АСА
- 2010 — Мурісі (Мурісі)
- 2011 — АСА
- 2012 — КРБ
- 2013 — КРБ
- 2014 — Коруріпі (Коруріпі)
- 2015 — КРБ
- 2016 — КРБ
- 2017 — КРБ
- 2018 — ССА
- 2019 — ССА
- 2020 — КРБ

## Досягнення клубів
- ССА (Масейо) — 39 (24)
- КРБ (Масейо) — 31 (27)
- АСА (Арапірака) — 7 (8)
- Коруріпі (Коруріпі) — 3 (4)
- Капеленсе (Капела) — 3 (3)
- Санта-Круз (Масейо) — 2
- Ферровіаріо (Масейо) — 1 (5)
- Корінтіанс Алагоано (Масейо) — 1 (2)
- Баррозо (Масейо) — 1 (2)
- Алешандрія (Масейо) — 1
- Мурісі (Мурісі) — 1

Курсивом виділено нині не існуючі клуби.
В дужках вказано кількість других місць в чемпіонатах.